# Fédération irlandaise d'escrime

Logo de la Fédération irlandaise d'escrime

La Fédération irlandaise d'escrime (Fencing Ireland, anciennement Irish Fencing Federation - IFF, en Irlandais : Cumann Pionsóireachta na hÉireann), connue jusqu'en 2008 sous le nom d' Irish Amateur Fencing Federation (IAFF), est l’organisme dirigeant de l'escrime en Irlande. 
La fédération a été créée en 1936, même si l’escrime est pratiquée dans le pays depuis le début du XXe siècle. 
La fédération est reconnue par l'Irish Sports Council et le Comité olympique d'Irlande. Elle est affiliée à la Confédération européenne d'escrime et à la Fédération internationale d'escrime.

## Organisation
Le Président de la fédération est Philip Lee ; la secrétaire générale Nuala McGarrity.

## Rôles
La fédération irlandaise d'escrime est chargée de l’organisation et du développement de l’escrime en Irlande.
Elle sert de liaison avec les autorités sportives irlandaises et internationales.

## Effectifs
Le nombre de licenciés de l’IFF reste, au regard des autres nations européennes, très faible. Le sport est organisé autour de quelques clubs « civils », mais les forces vives de ce sport se trouvent dans les écoles et les universités.